# Rothay
Il Rothay è un fiume di piena del Lake District nel nord-ovest dell'Inghilterra. Il suo nome deriva dall'antico norreno e si traduce letteralmente come quello rosso. Questo ha finito per significare fiume delle trote.  Sorge vicino a Rough Crag sopra Dunmail Raise a circa 470 metri sul livello del mare. Il suo bacino copre Grasmere Common, incluso Easedale Tarn, i fianchi meridionali di Fairfield e molte delle colline a est di Dunmail Raise, tra cui Great Rigg, Rydal Fell, Scandale Fell e Heron Pike.
Dalla sua sorgente il Rothay scende attraverso la valle di Greenburn Bottom fino al villaggio di Helmside non lontano dalla strada principale A591 su Dunmail Raise. Appena a nord del villaggio di Grasmere raccoglie le acque di Easedale Gill e Sour Milk Gill, quest'ultimo che fuoriesce dall'Easedale Tarn. Nel villaggio il fiume scorre vicino al cimitero dove è sepolto il poeta William Wordsworth. Il Rothay sfocia poi nel lago Grasmere (altitudine 63 metri). Oltre a rifornire il Grasmere, il Rothay lo drena, scorrendo per appena 800 m dall'estremità meridionale del lago prima di affluire nel Rydal Water (altitudine 55 metri) alla sua estremità occidentale. Il Rothay drena il Rydal dal suo punto più orientale e poi scorre in direzione sud per circa 4,8 km prima di immettersi nel Brathay al Croft Lodge a sud-ovest di Ambleside.  Da lì i fiumi sfociano nell'estremità settentrionale del lago Windermere. Oltre agli affluenti già segnalati, molti altri si immettono nel Rothay.
Circa 1,6 km a nord di Ambleside il Rothay è attraversato da una famosa serie di pietre miliari. Diverse sezioni del Rothay sono popolari tra i canoisti, inclusa la sezione tra Grasmere e Rydal; il fiume è classificato con difficoltà 2+. Il Rothay è utilizzato per la pesca alle trote dove si possono catturare trote (è richiesta una licenza per canne dell'Agenzia per l'ambiente).
Il fiume Rothay era interamente all'interno della storica contea di Westmorland. Dalla riorganizzazione del governo locale, nel 1974, il fiume è stato inserito nella contea di Cumbria.